# Die Extravaganten
Die Extravaganten, op. 205, är en vals av Johann Strauss den yngre. Den spelades första gången den 26 januari 1858 i Sofiensäle i Wien.

## Historia
Den 8 januari 1858 listade tidningen Die Presse titlarna på de verk som Johann Strauss hade skrivit till den kommande karnevalen. Bland dessa återfanns hans bidrag till juristernas bal den 26 januari 1858. Kompositionen, en vals, kallades Die Extravaganten och dess första klaverutdrag bär Strauss dedikation "till herrar juridikstudenter vid Wiens universitet". Titelvalet kan ha givit upphov till sneda leenden hos wienarna; men det var inte lagmännen som Strauss beskrev som "extravagant", utan valsen i sig. Han var väl medveten att han hade breddat formen på den traditionella valsen, hans användning av ordet "extravagant" innebar känslan av "gå utanför vanliga gränser". Recensenten i Fremden-Blatt (28 januari) skrev: "Juristernas bal, som alltid emotses med stor förväntan av Wiens unga damer, ägde rum i förrgår i Sofienbad-Saal... Kapellmästare Johann Strauss dirigerade orkestern med sedvanlig precision och varsamhet. Valsen 'Die Extravaganten', komponerad av honom för denna bal, består av väldigt vackra melodier och åtnjöt stora applåder. Den kommer utan tvekan räknas till säsongens bästa danskompositioner".
Något mer analytisk var musikkritikern Eduard Hanslick. En stark motståndare till den "nya musiken" och alltid redo att fördöma allt som inte motsvarade hans konservativa idéer. I fallet med Die Extravaganten såg Hanslick på den ur musikhistorisk synvinkel, ett perspektiv som förde honom tillbaka till 1700-talet. Han skrev: 
"Strauss den yngre har sannerligen gett sig in på en hämndens väg. När orkestermusiken i slutet av förra århundradet populariserades genom systematisk degradering av Haydns stil, gick många av 'filistinerna' så långt som att använda glada ländlermelodier som teman för sina symfonier och kvartetter. Johann Strauss verkar ha velat hämnas på sina wienska företrädare medelst denna förolämpning, och pryder denna med teman vars rättmätiga plats hör hemma i den nya skolans symfonier. Därmed motsäger vår valskung sig själv: därför sveper han lärdomens stråke över melankolins strängar. En skribent sa nyligen: Strauss verkar mer ha tillägnat sina nya valser till musernas hov i Weimar än till Wien [en referens till Franz Liszt, som då bodde i Weimar]. Jag noterar desslikes i Strauss senaste stycken en skarp, kryddig odör som luktar illa av igår och musik som luktar från framtiden. De av hans valser som, utan någon märkvärdig originalitet faktiskt ljuder friskt och naturligt, fortfarande är bättre dansmusik än de uppstyltade teman vars invävda fraser kombineras med de mest förflydda harmonier för att förvirra både själen och fötterna. Inledningen till den senaste valsen 'Die Extravaganten' är ett gammalt Straussminne, men den bästa som helhet tack vare sin sprudlande vitalitet. Den följs omedelbart av en utökad, diatonisk stegrande cantus firmus och andra lärda kuriositeter, vilka leende verkar säga: 'Vi menar väl då vi ska på bal, men det är galet'."
Hanslick använde sig av en hel del lärdom för att bevisa att han trots allt hade förstått Die Extravaganten. Men verkets djärvhet imponerade på publiken. Den ryska publiken var inte mindre imponerad av dess varierande former och djärva harmonier då Strauss spelade den för första gången där den 6 juli under sin andra välgörenhetskonsert i Vauxhall Pavilion i Pavlovsk. Strauss var med rätta stolt över sin vals och efter hemkomsten från Ryssland infogade han den som öppningsnummer i sin första konsert i Volksgarten den 22 november 1858.
Valsens musikaliska värde erkändes även av brodern Eduard Strauss. Nästan 40 år senare var verket den tidigaste av Johann Strauss valser att ingå i Eduards konsertserier med Straussorkestern i London 1895. Under Eduards tre besök i London (1885, 1895 och 1897) förekom endast en annan tidig vals av Johann: Idyllen op. 95 (1851).

## Om valsen
Speltiden är ca 7 minuter och 18 sekunder plus minus några sekunder beroende på dirigentens musikaliska tolkning.

## Weblänkar
- Die Extravaganten i Naxos-utgåvan.